# Ngô Trọng Hiếu
Ngô Trọng Hiếu (27 tháng 9 năm 1912 – 5 tháng 9 năm 1985) là công chức, nhà ngoại giao và chính khách Việt Nam Cộng hòa, cựu Bộ trưởng Bộ Công dân vụ dưới thời Đệ Nhất Cộng hòa. Sau cuộc đảo chính ngày 1 tháng 11 năm 1963 lật đổ chế độ Ngô Đình Diệm, ông chạy trốn đến Đại sứ quán Philippines ở Sài Gòn xin tị nạn chính trị nhưng vẫn bị trao trả cho chính phủ mới để rồi phải chịu cảnh tù đày. Năm 1971, ông được bầu làm dân biểu Hạ nghị viện Việt Nam Cộng hòa pháp nhiệm II đơn vị Biên Hòa cho đến ngày 30 tháng 4 năm 1975 thì di cư sang Mỹ sống cho đến cuối đời.

## Tiểu sử

### Thân thế và học vấn
Ngô Trọng Hiếu sinh ngày 27 tháng 9 năm 1912 (có người cho là năm 1910 hoặc năm 1914) tại xã Lái Thiêu, quận Phú Cường, tỉnh Thủ Dầu Một (nay thuộc tỉnh Bình Dương), Nam Kỳ, Liên bang Đông Dương:292
Năm 1936, ông đỗ bằng cử nhân luật ở Pháp.:292 Dưới thời Pháp thuộc, ông làm công chức Bộ Tài chính của chính quyền thuộc địa và giữ chức Trưởng ty Ngân khố. Chức vụ này nếu không là người Pháp thì phải có quốc tịch Pháp mới được bổ nhiệm, còn riêng ông có quốc tịch Pháp và tên tiếng Pháp là Paulus Hiếu hoặc Paul Hiếu.

### Sự nghiệp chính trị
Dưới thời Đệ Nhất Cộng hòa, Đốc Phủ sứ Nguyễn Ngọc Thơ đã giới thiệu ông với Ngô Đình Diệm, và rồi ông được bổ nhiệm làm Đặc sứ Việt Nam Cộng hòa tại Phnôm Pênh (Vương quốc Campuchia) từ năm 1956 đến năm 1959.:292 Lúc ở Campuchia, ông gây nên tiếng xấu vì bị cáo buộc dính líu đến âm mưu lật đổ Hoàng thân Sihanouk khiến bang giao giữa hai nước bị gián đoạn.:205
Vì nhiệm vụ ngoại giao thất bại tại Campuchia nên ông bị triệu hồi về nước làm Đặc ủy trưởng Phủ Đặc ủy Công dân vụ thay thế người tiền nhiệm là Kiều Công Cung vừa mới qua đời được ít lâu. Đến khi Tổng thống Diệm đắc cử Tổng thống nhiệm kỳ II bèn cho giải tán nội các cũ rồi thành lập nội các mới vào ngày 28 tháng 5 năm 1961, Ngô Trọng Hiếu nhân dịp này được bổ nhiệm làm Bộ trưởng Bộ Công dân vụ. Ông vẫn giữ chức vụ này cho đến những ngày cuối cùng của nền Đệ Nhất Cộng hòa.
Sau khi nổ ra cuộc đảo chính ngày 1 tháng 11 năm 1963, Tổng thống Diệm bị lật đổ và sát hại. Ngô Trọng Hiếu bèn chạy sang lánh nạn tại Đại sứ quán Philippines ở Sài Gòn. Ông khai rằng một trong hai ông bà của mình là người Philippines. Đám đông người biểu tình giận dữ biết được liền kéo tới bao vây Đại sứ quán Philippines đòi bắt giữ Ngô Trọng Hiếu.:231 Ngày 15 tháng 11, sau khi Philippines công nhận chính phủ mới của Việt Nam Cộng hòa và chính phủ này cam đoan rằng họ sẽ không để ông bị tổn hại về thể chất nếu không được xét xử công bằng, Bộ trưởng Bộ Ngoại giao Philippines bèn ra lệnh cho đại sứ quán nước mình ở Sài Gòn giao nộp ông cho Hội đồng Quân nhân Cách mạng để thẩm vấn. Ngày 17 tháng 11, Đại sứ quán Philippines đã trao trả ông cho nhà chức trách Việt Nam Cộng hòa. Tuy vậy, chính phủ mới lại bỏ tù ông tại Khám Chí Hòa.
Ngày 22 tháng 10 năm 1966, ông được trả tự do cùng những quan chức khác, sau đó đi dạy học cho đến khi có cuộc bầu cử Hạ nghị viện năm 1971 thì mới quyết định ra tranh cử ở Hố Nai, Biên Hòa và đắc cử Dân biểu Hạ nghị viện pháp nhiệm II đơn vị Biên Hòa từ năm 1971 đến năm 1975.:292 Vào thời điểm đó, một số người tin rằng Ngô Trọng Hiếu từng là "cận thần trung thành của ông Diệm mà tranh cử ở Hố Nai, nơi đồng bào miền Bắc di cư đông đảo thì không cần tranh cử, nằm ngủ cũng đắc cử".

### Lưu vong sang Mỹ
Sau biến cố 30 tháng 4 năm 1975, ông kịp thời di tản sang Mỹ rồi về sau định cư ở San Jose, California cho đến khi qua đời vào ngày 5 tháng 9 năm 1985, hưởng thọ 72 tuổi. 
Năm 2000, thông tín viên Ngành Mai trên nhật báo Người Việt có viết một bài trên Internet kể về câu chuyện Ngô Trọng Hiếu giúp đỡ đoàn cải lương tại Hội chợ Triển lãm Quốc tế Phnôm Pênh. Thế rồi vợ của Ngô Trọng Hiếu bèn cung cấp cho tác giả những bức ảnh của ông và thông báo rằng ông đã qua đời được vài năm trước đây.

## Đời tư
Ngô Trọng Hiếu là người Công giáo, đã lập gia đình và có ít nhất bốn người con.:292
Ông từng giúp cố học giả Nguyễn Hiến Lê xuất bản sách, và cộng tác với Nguyễn Hiến Lê dịch mấy cuốn Đắc nhân tâm và Quẳng gánh lo đi và vui sống.:292